# Izvršno vijeće Sabora SR Hrvatske
Izvršno vijeće Sabora Socijalističke Republike Hrvatske je bio naziv za vladu u Socijalističkoj Republici Hrvatskoj, od 1953. do 1990., dok je u razdoblju od 1945. do 1953. godine rabljen naziv Vlada.
Izvršno vijeće je prema Ustavu SR Hrvatske predstavljalo izvršni organ Sabora Socijalističke Republike Hrvatske i činili su ga - predsjednik, članovi koje bira parlament i republički sekretari (ministri). 
Službeni nazivi vlade tijekom postojanja SR Hrvatske, od 1945. do 1990. godine, bili su: 
- Narodna vlada Federalne Hrvatske - 1945. godine
- Vlada Federalne Hrvatske - od 1945. do 1946. godine
- Vlada Narodne Republike Hrvatske - do 1946. do 1953. godine
- Izvršno vijeće Narodnog sabora Narodne Republike Hrvatske - od 1953. do 1963. godine
- Izvršno vijeće Sabora Socijalističke Republike Hrvatske - od 1963. do 1990. godine

Također, u službenoj upotrebi rabio se i naziv Republičko izvršno vijeće, da bi se razlikovalo od Saveznog izvršnog vijeća. Često su se rabile i skraćene varijante imena - Izvršno vijeće SR Hrvatske ili Izvršno vijeće Hrvatske.   

## Povijest
Prva vlada u poslijeratnoj Hrvatskoj formirana je na sjednici Predsjedništva Zemaljskog antifašističkog vijeća narodnog oslobođenja Hrvatske (ZAVNOH) 14. travnja 1945. godine u Splitu i nosila je naziv Narodna vlada Federalne Hrvatske. Ova vlada bila je sastavljena samo od predstavnika Narodne fronte, pa je 21. srpnja na Četvrtom zasjedanju ZAVNOH-a u Zagrebu formirana nova vlada pod nazivom Vlada Federalne Hrvatske. U ovu vladu, su pored predstavnika Narodne fronte bili uključeni i predstavnici opozicije, koji se nisu kompromitirali tijekom okupacije. Predsjednik obje ove vlade bio je Vladimir Bakarić. 
Poslije održavanja izbora za Ustavotvorni sabor NR Hrvatske, 3. prosinca 1946. godine formirana je nova Vlada NR Hrvatske i njen predsjednik je bio Vladimir Bakarić, koji je funkciju predsjednika vlade obavljao sve do 1953. godine. 
U skladu s Ustavnim zakonom, koje je 13. siječnja 1953. godine usvojila Narodna skupština FNRJ i kojima je izvršena reorganizacija društvenog i političkog uređenja federacije i republika, Narodni sabor NR Hrvatske je usvojio „Ustavni zakon NR Hrvatske o osnovama društvenog i političkog uređenja i republičkom organima vlasti“. U okviru ove reorganizacije naziv vlada je zamijenjen i od tada se koristio naziv Izvršno vijeće, a umjesto riječi ministar - republički sekretar. Prvo Izvršno vijeće Narodnog sabora NR Hrvatske formirano je 6. veljače 1953. godine i ono je bilo privremeno i predstavljalo je reformiranu vladu Vladimira Bakarića, koji je zadržao funkciju predsjednika. Ovo Izvršno vijeće postojalo je do 18. prosinca, kada je poslije održanih parlamentarnih izbora formirano novo Izvršno vijeće, pod predsjedništvom Jakova Blaževića. 
Travnja 1963. godine donesen je novi Ustav Jugoslavije i Ustav Hrvatske. Ovim ustavom izvršena je promjena naziva države pa je Federativna Narodna Republika Jugoslavija (FNRJ) preimenovana u Socijalističku Federativnu Republiku Jugoslaviju (SFRJ), a Narodna Republika Hrvatska (NRH) u Socijalističku Republiku Hrvatsku (SRH). Sukladno ovoj promjeni izvršena je i promjena naziva Izvršnog vijeća Narodnog sabora NR Hrvatske u Izvršno vijeće Sabora SR Hrvatske. 
Posljednje Izvršno vijeće SR Hrvatske formirano je 30. svibnja 1990. godine, poslije održavanja prvih višestranačkih izbora i njegov predsjednik bio je Stjepan Mesić. Pošto je na ovim izborima pobijedila opozicijska Hrvatska demokratska zajednica (HDZ) ona je započela društveno-političku reformu tadašnjeg socijalističkog sustava. U okviru ove reforme, 25. srpnja su usvojeni amandmani na Ustav SR Hrvatske, kojim je iz naziva Socijalističke Republike Hrvatske, izbačena riječ „socijalistička“. U okviru ove ustavne promjene, Izvršnom vijeću je promijenjen naziv u Vlada Republike Hrvatske.

## Sastavi izvršnih vijeća
Tijekom postojanja Socijalističke Republike Hrvatske, od travnja 1945. do srpnja 1990. godine bilo je formirano ukupno 18 vlada (4 vlade i 14 izvršnih vijeća).
| Vlade Narodne Republike/Socijalističke Republike Hrvatske 1945. – 1990. |                      |                    |                    |
| vlada                                                                   | predsjednik          | početak mandata    | kraj mandata       |
| Narodna vlada Federalne Hrvatske                                        | Vladimir Bakarić     | 14. travnja 1945.  | 21. srpnja 1945.   |
| Vlada Federalne Hrvatske                                                | Vladimir Bakarić     | 21. srpnja 1945.   | 3. prosinca 1946.  |
| 1. Vlada NR Hrvatske                                                    | Vladimir Bakarić     | 3. prosinca 1946.  | 11. rujna 1950.    |
| 2. Vlada NR Hrvatske                                                    | Vladimir Bakarić     | 11. rujna 1950.    | 6. veljače 1953.   |
| 1. Izvršno vijeće Narodnog sabora NR Hrvatske                           | Vladimir Bakarić     | 6. veljače 1953.   | 18. prosinca 1953. |
| 2. Izvršno vijeće Narodnog sabora NR Hrvatske                           | Jakov Blažević       | 18. prosinca 1953. | 1958.              |
| 3. Izvršno vijeće Narodnog sabora NR Hrvatske                           | Jakov Blažević       | 1958.              | 10. srpnja 1962.   |
| 4. Izvršno vijeće Narodnog sabora NR Hrvatske                           | Zvonko Brkić         | 10. srpnja 1962.   | 27. lipnja 1963.   |
| 5. Izvršno vijeće Sabora SR Hrvatske                                    | Mika Špiljak         | 27. lipnja 1963.   | 11. svibnja 1967.  |
| 6. Izvršno vijeće Sabora SR Hrvatske                                    | Savka Dabčević-Kučar | 11. svibnja 1967.  | 8. svibnja 1969.   |
| 7. Izvršno vijeće Sabora SR Hrvatske                                    | Dragutin Haramija    | 8. svibnja 1969.   | 28. prosinca 1971. |
| 8. Izvršno vijeće Sabora SR Hrvatske                                    | Ivo Perišin          | 28. prosinca 1971. | 8. svibnja 1974.   |
| 9. Izvršno vijeće Sabora SR Hrvatske                                    | Jakov Sirotković     | 8. svibnja 1974.   | 9. svibnja 1978.   |
| 10. Izvršno vijeće Sabora SR Hrvatske                                   | Petar Fleković       | 9. svibnja 1978.   | 10. svibnja 1982.  |
| 11. Izvršno vijeće Sabora SR Hrvatske                                   | Ante Marković        | 10. svibnja 1982.  | 10. svibnja 1986.  |
| 12. Izvršno vijeće Sabora SR Hrvatske                                   | Antun Milović        | 10. svibnja 1986.  | 30. svibnja 1990.  |
| 13. Izvršno vijeće Sabora SR Hrvatske                                   | Stjepan Mesić        | 30. svibnja 1990.  | 24. kolovoza 1990. |

## Vanjske poveznice
- Nenad Bukvić: Izvršno vijeće Sabora Narodne Republike Hrvatske: ustroj i djelovanje (1953. — 1963.), Arhivski vjesnik 55 (2012), str. 9-46